# História do papado (1048-1257)

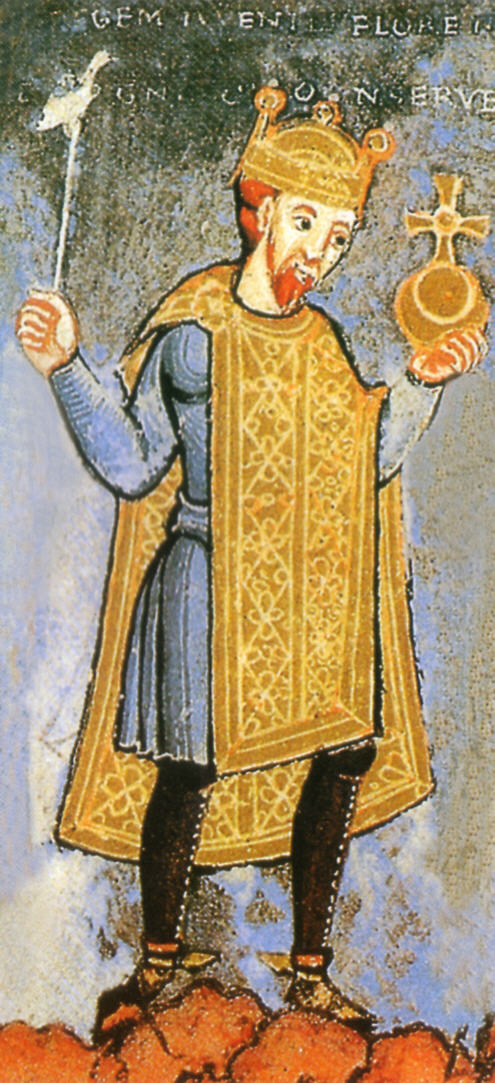
Henrique III, Sacro Imperador Romano-Germânico encontrou três papas rivais quando visitou Roma em 1048 por causa das ações sem precedentes do Papa Bento IX. Ele depôs os três e instalou seu próprio candidato preferido: Papa Clemente II.

A história do papado de 1048 a 1257 foi marcada por conflitos entre os papas e os Sacro Imperadores Romanos, o mais proeminente foi a Questão das Investiduras, uma disputa sobre quem (papa ou imperador) deveria nomear os bispos do Sacro Império Romano Germânico. A Penitência de Canossa de Henrique IV, em 1077, para atender o papa Gregório VII (1073-1085), embora não dispositiva, no contexto da maior disputa, tornou-se lendária. Embora o imperador renunciou a qualquer direito à investidura leiga na Concordata de Worms (1122), a questão iria incendiar-se novamente. 
A coroa imperial uma vez na posse dos imperadores carolíngios foi disputada entre os seus herdeiros e senhores locais fraturados, nenhum saiu vitorioso até que Oto I, Sacro Imperador Romano invadiu a Itália. A Itália tornou-se um reino constituinte do Sacro Império Romano em 962, a partir do ponto dos imperadores germânicos. Como a sua posição do imperador consolidada, cidades-estados do norte da Itália se dividem entre Guelfos e Gibelinos. 
As divisões de longa data entre o Oriente e o Ocidente também vieram à tona no Grande Cisma do Oriente e as Cruzadas. Os primeiros sete concílios ecumênicos tinham sido atendidos por prelados ocidentais e orientais, mas crescentes diferenças doutrinais, teológicas, linguísticas, políticas e geográficas finalmente resultaram em denúncias e excomunhões mútuas. O Papa Urbano II (1088-1099) discursa no Concílio de Clermont em 1095 no que tornou-se o grito de guerra da Primeira Cruzada. 
Ao contrário do milênio anterior, o processo de seleção papal se tornou algo fixo durante este período. O Papa Nicolau II promulgou In nomine Domini em 1059, que limita o sufrágio nas eleições papais para o Colégio dos Cardeais. As regras e procedimentos das eleições papais evoluíram durante este período, que estabelece as bases para o moderno conclave papal. A força motriz por trás dessas reformas foi o cardeal Hildebrando, que mais tarde tornou-se o Papa Gregório VII.

## Ver Também
- Questão das Investiduras
- Cisma do Oriente